# 顏寬恒
顏寬恒（1977年9月14日—），中華民國政治人物，中國國民黨籍，生於臺中市沙鹿區，臺中黑派代表人物之一。現任臺中市第二選舉區立法委員，過去曾任兩屆立委、國民大會代表、國民黨副秘書長等職務。台灣區瀝青工業同業公會名譽理事長。鹿澤國際開發負責人，曾經營僑鴻國際開發。

## 生平
2005年，代表無黨團結聯盟參選國民大會代表並當選。
2013年，立法委員顏清標因喝花酒報公帳案定讞被褫奪公權、解除職務，原選區舉行立委補選，顏寬恒以中國國民黨籍參選，並當選。
2016年，在泛藍分裂下成功連任立法委員。
2020年，在立法委員選舉中，敗於台灣基進籍的陳柏惟。2021年，陳柏惟被罷免後，顏寬恒在隔年參與補選，但最終敗給民進黨籍的林靜儀。
2024年區域立委選舉，顏寬恒在臺中市第二選舉區擊敗林靜儀重返立法院。

## 爭議事件

### 違規使用公共設施保留地案
2021年12月25日台中市第二選區立委補選競選期間，顏寬恆被民進黨立委林楚茵質疑，其家族位於南屯區楓樹段817地號公共設施保留地（公保地）的豪宅（俗稱「817招待所」）涉及違建。對此，顏寬恒回應「此事他毫無所知，無從回應。」
2022年1月3日國產署會勘後，認為顏家侵占國土面積達134平方公尺，將依竊佔罪移請臺灣臺中地方檢察署偵辦。該地於1月21日拆除。

### 沙鹿山腳黃昏市場違建案
2022年1月台中市第二選區立委補選期間，顏寬恒沙鹿山腳黃昏市場遭爆涉及違建。顏寬恒於1月6日到該市場接受攤商陳情，並跟攤商致意及道歉。針對違建，顏寬恒表示：「當初是空地租給民眾，民眾才去搭建的營業場所，並痛斥，「民進黨為了選舉操作，難道要摧毀底層勞工嗎？疾呼放攤商一條生路。」
臺中市政府都市發展局表示，山腳黃昏市場地主及使照皆為顏寬恒。使照為顏寬恒，建物一般就是顏寬恒興建。經查詢台中市建築執照存根查詢系統，位於沙鹿區向上路七段388號的山腳黃昏市場，起造人確為顏寬恒，基地面積為1,665.76平方公尺，總樓地板面積442.55平方公尺。

### 沙鹿豪宅違建案、涉詐領助理費
2023年3月28日，顏寬恆與妻因涉及台中市沙鹿區豪宅違建案，遭台中地檢署帶回偵辦。隔日台中地檢署以竊佔等罪，諭令二人各以新台幣1,000萬元、500萬元交保。台中地檢署隨後發現顏又涉嫌透過聘用助理詐領助理費108萬元，故於4月26日依涉嫌《貪污治罪條例》、竊占等罪嫌將顏寬恒等5人起訴。顏寬恒及其妻皆稱自己無罪。
2024年7月26日，臺中地方法院一審依貪汙罪判處7年10月，褫奪公權3年，沒收犯罪所得108萬餘元；偽造文書6月，可易科罰金；竊佔國土無罪。全案可上訴。

## 相關事件

### 控告周玉蔻意圖使人不當選
2022年1月，台中市第二選區立委補選，媒體人周玉蔻公開在政論節目上指顏寬恒與其父親顏清標「聯手坑殺銀行」，遭顏寬恒本人提告，顏方提告主張周玉蔻意圖影響他參加立委補選，分別在廣播節目、電視政論節目共4次，影射他和他爸爸強制執行不動產拍賣程序，聯手坑殺銀行並藉以圖得土地，並向周求償145萬元以及登報道歉，以回復名譽。
2022年5月31日，台北地方法院一審判決，顏寬恒為知名政治人物，周玉蔻的言論是因時值立委補選之際，周女提及相關私領域行為可供民眾參考判斷顏家品德及誠信處事，與公共事務有關，可受公評，因判周玉蔻免賠、免登報，全案可上訴。

## 選舉紀錄
| 年度 | 選舉屆數               | 選舉區                 | 所屬政黨     | 得票數  | 得票率 | 當選標記 | 備註     |
| ---- | ---------------------- | ---------------------- | ------------ | ------- | ------ | -------- | -------- |
| 2005 | 任務型國民大會代表選舉 | 任務型國民大會代表選舉 | 無黨團結聯盟 | 25,162  | 0.65%  |          | 遞補當選 |
| 2013 | 第八屆立法委員補選     | 臺中市第二選舉區       | 中國國民黨   | 66,457  | 49.95% |          |          |
| 2016 | 第九屆立法委員選舉     | 臺中市第二選舉區       | 中國國民黨   | 93,495  | 46.65% |          |          |
| 2020 | 第十屆立法委員選舉     | 臺中市第二選舉區       | 中國國民黨   | 107,776 | 48.85% |          |          |
| 2022 | 第十屆立法委員補選     | 臺中市第二選舉區       | 中國國民黨   | 80,912  | 47.25% |          |          |
| 2024 | 第十一屆立法委員選舉   | 臺中市第二選舉區       | 中國國民黨   | 118,962 | 53.19% |          |          |

## 演出作品

### 電視劇
| 年份   | 播出頻道     | 劇名            | 導演                   | 飾演       | 備註                                                                |
| 2021年 | YouTube 公視 | 《國際橋牌社2》 | 汪怡昕、林世章、林龍吟 | 虎尾分局長 | 客串 與台灣基進黨立法委員陳柏惟、民主進步黨台北市議員阮昭雄共同演出 |

### 電影
| 年份   | 發行商                   | 片名         | 導演   | 飾演 | 備註 |
| 2012年 | 山水國際娛樂股份有限公司 | 《寶島雙雄》 | 張訓瑋 | 客串 |      |